# Psephellus ruprechtii
Psephellus ruprechtii là một loài thực vật có hoa trong họ Cúc. Loài này được (Boiss.) Greuter mô tả khoa học đầu tiên năm 2005.